# Andreu Ivars i Cardona
Andreu Ivars i Cardona (Benissa, Marina Alta, 1885 - Gata de Gorgos, Marina Alta, 1936) fou un historiador i sacerdot franciscà valencià.
Ingressà en l'orde franciscà al convent de Sant Esperit (Gilet, Camp de Morvedre) en 1900. Feu la professió l'any següent i en 1909 rebé l'ordenació sacerdotal. Degut a les seues aptituds per a l'estudi fou enviat a l'Ateneu Pontifici Antonianum de Roma, on estudià patrologia i història de l'Església; al mateix temps feu estudis de paleografia i diplomàtica en l'Escola Pública de l'Arxiu Vaticà. En 1913 fou destinat al centre d'investigació històrica que l'Orde tenia en Quaracchi (Florència), on romangué un any.
En 1914 faltà Jaume Sala, de la seua mateixa província i un dels fundadors de la revista Archivo Ibero-Americano (AIA). Ivars el substituí com a representant de la província franciscana de València, i a partir de llavors fou col·laborador seu, en 1919 vicedirector i, des de 1928, director. Estigué uns anys incorporat a la seua província, on desenvolupà les tasques de Mestre i Lector dels Estudiants, Cronista i Definidor provincial. De 1920 a 1936 residí a Madrid, dedicat de ple a la investigació històrica i a la divulgació dels seus estudis, principalment en l'esmentada revista AIA, però també en altres de caràcter històric. El seu prestigi en el camp de la investigació històrica s'estengué fins i tot més enllà de l'Estat espanyol. Els seus nombrosos articles i els seus llibres, escrits en castellà o en valencià, tractaven en especial sobre temes d'història o de cultura, tant de la família franciscana com de la societat valenciana. L'autor medieval valencià al qual dedicà més investigacions fou Francesc Eiximenis.
El 20 de juliol de 1936, just després d'iniciar-se la guerra civil espanyola, les milícies republicanes calaren foc al Col·legi Cardenal Cisneros, seu de la revista AIA, i feren presoners els seus religiosos. El P. Ivars hi era absent de la casa en aquella circumstància. Allà cremaren la biblioteca, l'arxiu i tot allò que s'havia arreplegat en anys d'estudi i investigació. Ell anà primer al Sanatori "Villa Luz", d'on era capellà, després a casa d'uns amics, fins que considerà prudent anar-se'n amb la seua família. Quan es dirigia a Benissa, fou reconegut i detingut a Dénia (Marina Alta). L'endemà al matí, 8 de setembre de 1936, aparegué el seu cadàver prop de Gata de Gorgos (Marina Alta); l'havien afusellat. Està en curs la causa de la seua beatificació. En 2020 es publicà l'estudi i l'edició del diari personal que Ivars escrigué poc abans de morir.

## Obres
- Dos creuades valenciano-mallorquines a les costes de Berberia. València. Imprenta de Olmos y Luján. 1921. CXXI+175. Obra premiada als Jocs Florals de València de 1919.
- El escritor Fr. Francisco Eximénez en Valencia (1383-1408). Benissa. Ajuntament de Benissa (Comissió de Cultura). 1989. 239 pp. (Reedició) (castellà)
- Les memòries del pare Andreu Ivars i Cardona (Diari 1936). Estudi i edició d'Alaitz Zalbidea Berenguer. 2020. En Revista valenciana de filologia, núm. IV (2020) p. 189-222. ISSN 0556-705X DOI 10.28939/RVF.V4.136